# Bahnhof Finnentrop
Der Bahnhof Finnentrop ist ein Anschlussbahnhof an der Ruhr-Sieg-Strecke zwischen Hagen und Siegen. Der Bahnhof befindet sich auf dem Gebiet der Gemeinde Finnentrop im Kreis Olpe. Hier zweigt die Biggetalbahn nach Olpe ab, ebenso befand sich hier der Startpunkt der 1996 stillgelegten Nebenbahn Finnentrop–Wennemen.

## Geschichte
Der Bahnhof Finnentrop entstand im Zuge des Baus der Ruhr-Sieg-Strecke von 1858 bis 1861, die Bauten der Haltestelle wurden bereits 1860 fertig gestellt. Am Ort Neubrücke gelegen, erhielt er nach einem nahegelegenen Gut den Namen Finnentrop, der erst 1908 zur Bezeichnung des Gesamtortes wurde. 1870 wurde ein erstes Empfangsgebäude erbaut. Dieses wurde 1898 wegen des gestiegenen Verkehrsaufkommen durch einen Neubau abgelöst und diente bis zu seinem Abriss 1937 als Wohnraum für Eisenbahnerfamilien. Eine dem Bahnhof angegliederte Lokstation entstand in den 1870er Jahren in Verbindung mit den Zweigstrecken nach Olpe und Wennemen, 1892 war hier jedoch nur eine Lokomotive stationiert. Gemeinsam mit Altenhundem entwickelte der Bahnhof sich nach und nach zu einem der Betriebsmittelpunkte der Ruhr-Sieg-Strecke. 1914, nach der Schließung der auf dem dafür benötigten Gelände befindlichen Finnentroper Hütte 1901, wurde aus der Lokstation ein selbständiges Bahnbetriebswerk. Im Ersten Weltkrieg wurde neben dem Bahnhof eine Feldküche eingerichtet, im Wartesaal des Empfangsgebäudes eine Sanitätskolonne ins Leben gerufen. Nach dem Zweiten Weltkrieg waren 660 Personen am Bahnhof beschäftigt.
Im Jahr 2002 stellte die Deutsche Bahn AG den Fahrkartenverkauf im Bahnhofsgebäude ein, zwei Jahre später übernahm die Gemeinde das Gebäude. Im Rahmen der Modernisierungsoffensive für Bahnhöfe investierten Bund und Deutsche Bahn rund 3,2 Millionen Euro, das Land Nordrhein-Westfalen über eine Million Euro in die Umgestaltung des Bahnhofs. Im ersten Bauabschnitt wurde Ende 2007 das Empfangsgebäude abgerissen und der Bahnhofsplatz vollkommen umgestaltet. Die Alte Bahnmeisterei wurde saniert und neu gestaltet. Eine Bürgerinitiative hatte vorher Vorschläge zur Neunutzung der Gebäude rund um den Bahnhof gemacht. Der Hausbahnsteig an Gleis 1 wurde auf 76 Zentimeter erhöht und als Kombibahnsteig ausgebaut: Linienbusse halten nun direkt gegenüber der Züge, wodurch ein barrierefreier Umstieg möglich ist. Weitere Baumaßnahmen an dem Inselbahnsteig mit Gleis 2 und 3 und dem Inselbahnsteig mit Gleis 4 und an der neuen Fußgängerbrücke wurden ab 2015 durchgeführt. Dabei wurden sie im südlichen Bereich erhöht und erneuert. Aufzüge zur Fußgängerüberführung wurden am Hausbahnsteig und am großen Inselbahnsteig eingebaut.

## Infrastruktur

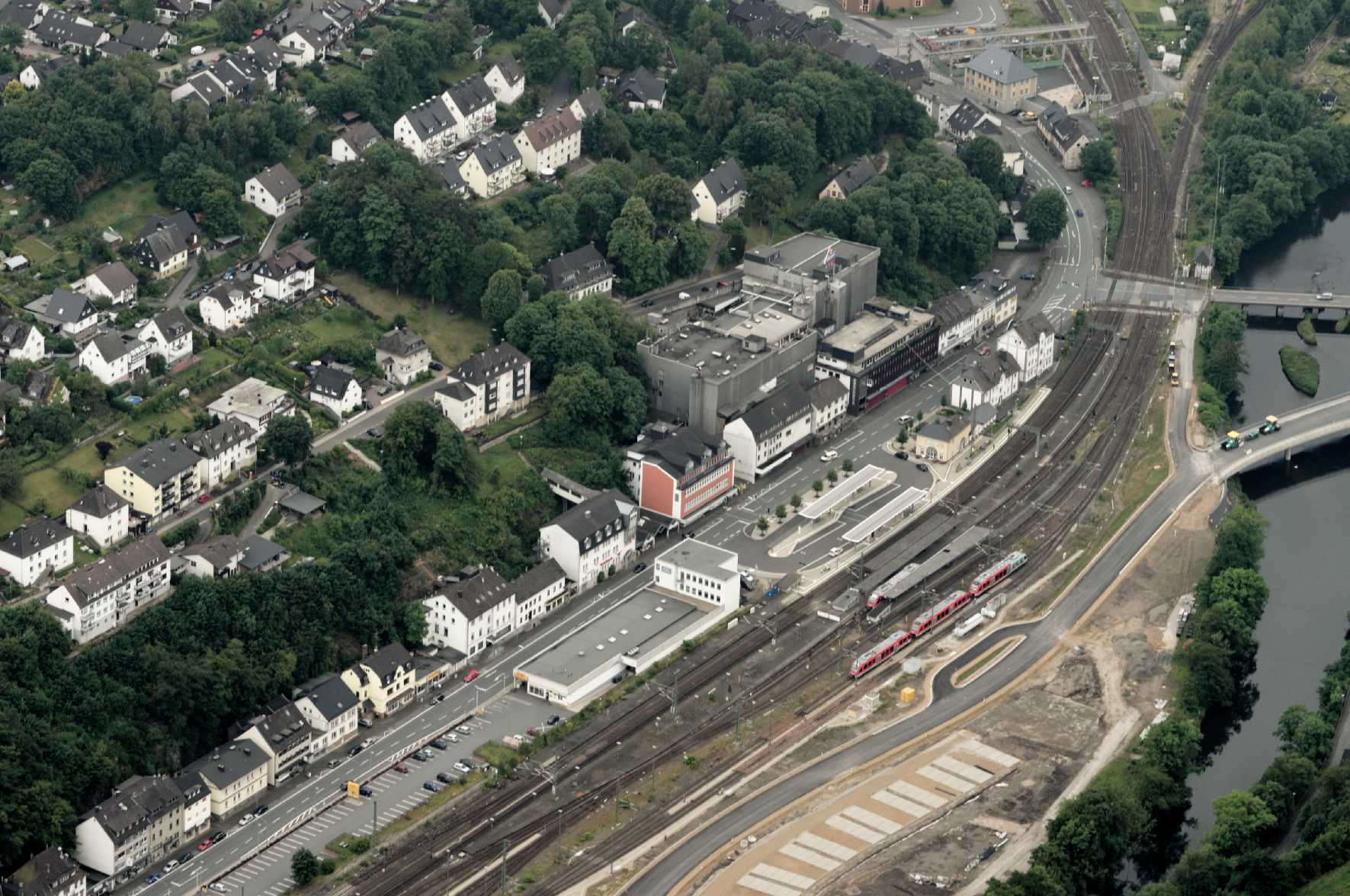
Luftaufnahme des Bahnhofs Finnentrop während der Modernisierung

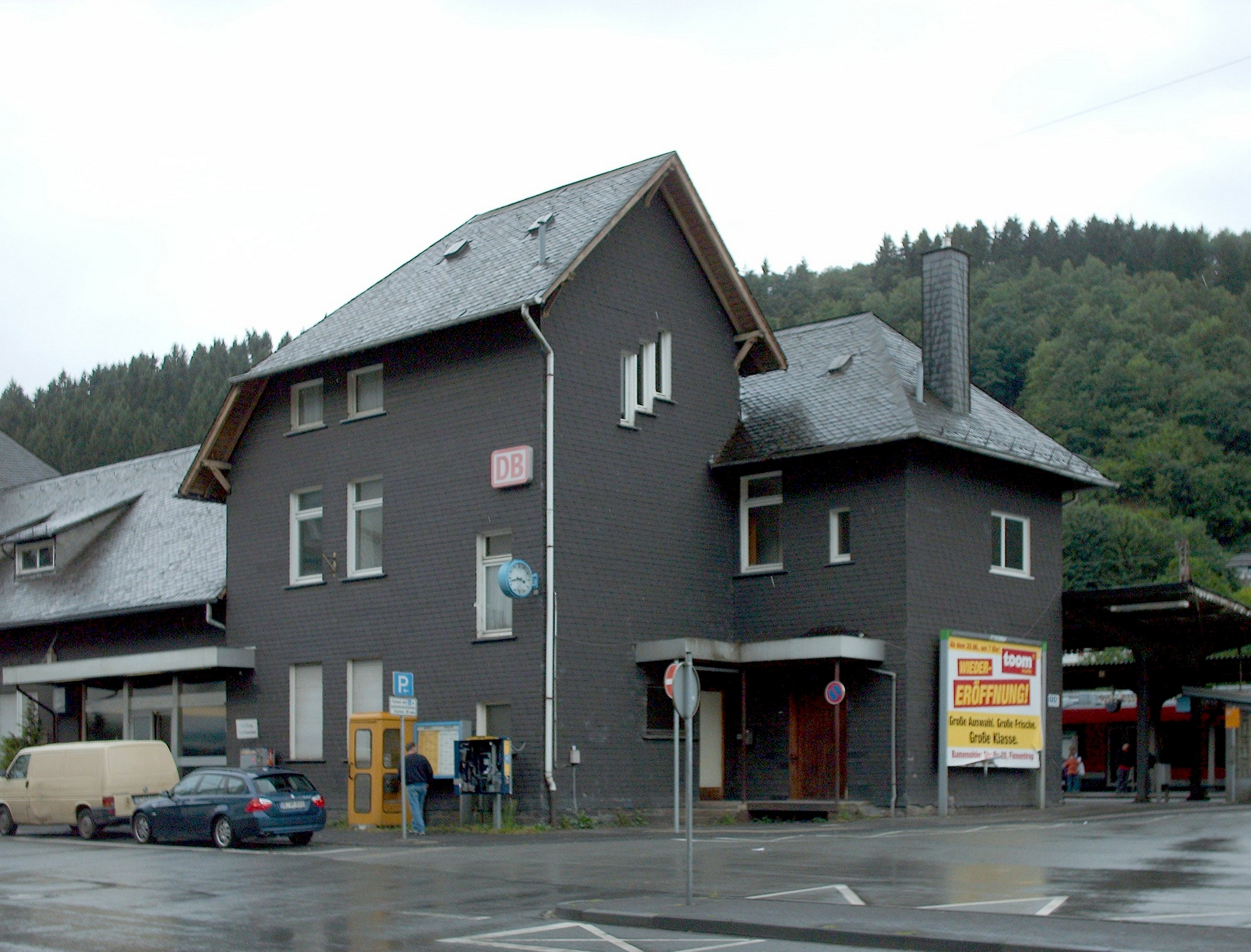
Das 2007 abgerissene Bahnhofsgebäude

1874 wurde ein zunächst vier Fahrzeuge fassender Ringlokschuppen erbaut, der nach dem Ersten Weltkrieg erweitert wurde. Um 1921 wurde eine 20-Meter-Drehscheibe ergänzt. 1944 wurde er teilzerstört, 1982 stillgelegt. Am 6. Februar 2010 stürzte der Schuppen wegen Schneelast ein. Infolgedessen wurde auch die nach dem Ersten Weltkrieg angebaute Wagenausbesserungshalle gesperrt. Die Mauern des Lokschuppens sollen allerdings erhalten bleiben. Das Bahnbetriebswerk verfügte außerdem über eine Entseuchungsanstalt zur Reinigung und Desinfektion von Viehwagen.
1913 wurde das mechanische Stellwerk Fr am Rangierbahnhof in Betrieb genommen, 1924 (Fs), 1928 (Ff) und 1937 (Fn) drei weitere. 2002 wurden die letzten drei durch ein elektronisches Stellwerk von Siemens ersetzt. Das denkmalgeschützte Reiterstellwerk Ff sollte nach den Plänen der Bahn im Zuge des Bahnhofsumbaus ab 2010 abgerissen werden, ist nach Protesten aber erhalten geblieben, auch die Stellwerke Fn und Fs sind in die Denkmalliste der Gemeinde Finnentrop eingetragen.
Der zentrale Omnibusbahnhof direkt neben den Bahngleisen verfügt über sechs überdachte Bushalteplätze, davon zwei an einem Kombibahnsteig mit der Bahn. An einer weiteren, nicht überdachten Halteinsel gibt es Plätze für Taxis und den Bürgerbus.

## Bedienung

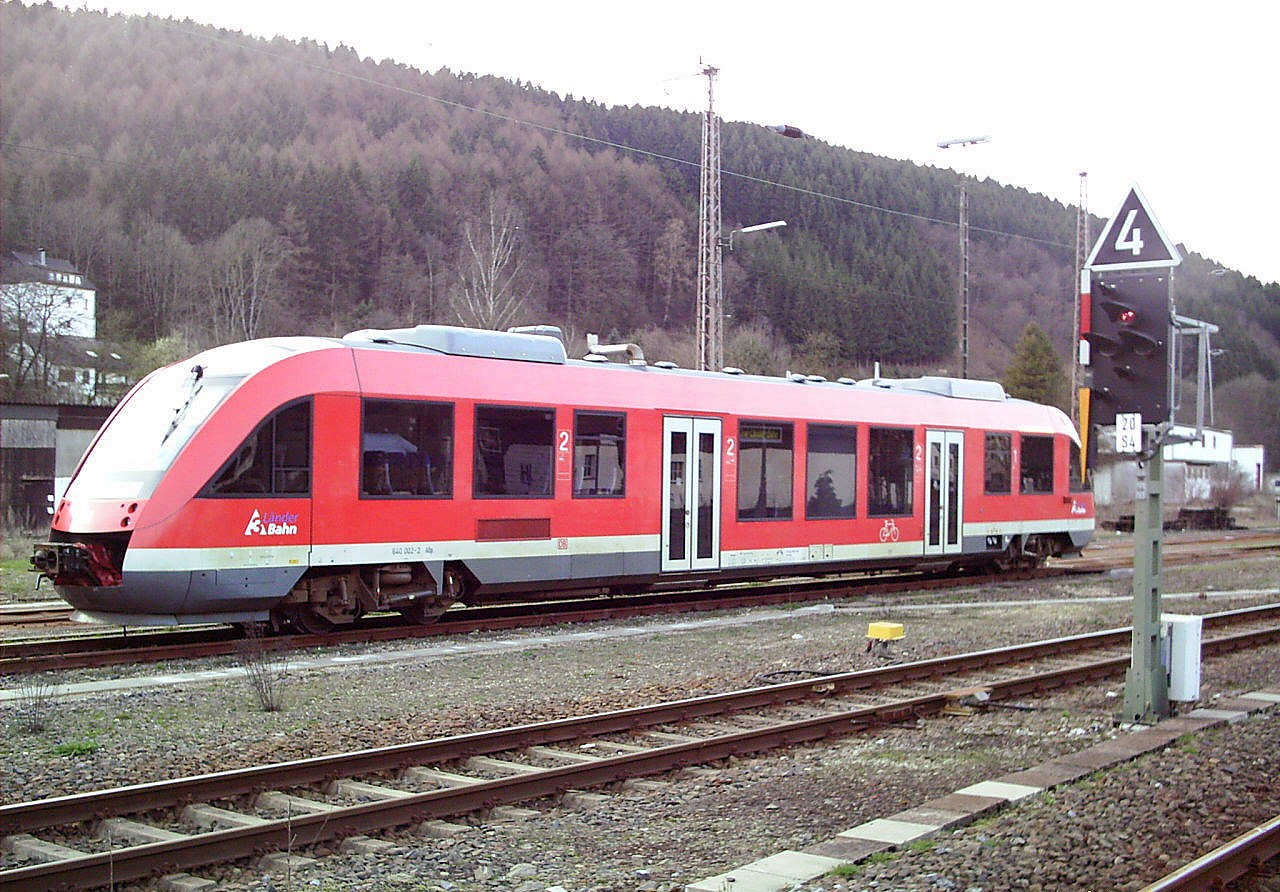
LINT-Triebwagen in Finnentrop

Im Schienenpersonennahverkehr wird Finnentrop von den Linien RE 34, RB 91 und RB 92 bedient. Zusätzlich verkehren doppelstöckige Intercity 2 der IC-Linie 34. Sechs Zugpaare ersetzen zwischen Siegen und Letmathe den RE 34 und bedienen fast alle Halte des Regionalverkehrs. Sie können zwischen Dortmund und Dillenburg mit Nahverkehrsfahrkarten benutzt werden und haben in Letmathe Anschluss an die Linie RE 16 Richtung Hagen, Bochum und Essen.
| Linie | Linienverlauf | Takt                                        | Betreiber         |
| ----- | --- | ------------------------------------------- | ----------------- |
| RE 34 | Dortmund-Siegerland-Express: Dortmund Hbf – Witten Hbf – Hagen-Hohenlimburg – Iserlohn-Letmathe – Altena (Westf) – Werdohl – Plettenberg – Finnentrop – Lennestadt-Grevenbrück – Lennestadt-Altenhundem – Kirchhundem-Welschen Ennest – Kreuztal – Siegen-Weidenau – Siegen Hbf Stand: Fahrplanwechsel Dezember 2024                                                           | 60 min, 120 min                             | DB Regio HLB VIAS |
| IC 34 | von Münster kommend: Dortmund Hbf – Witten Hbf – Iserlohn-Letmathe – Altena (Westf) – Werdohl – Plettenberg – Finnentrop – Lennestadt-Grevenbrück – Lennestadt-Altenhundem – Kreuztal – Siegen-Weidenau – Siegen Hbf – Dillenburg, dann weiter nach Frankfurt (Main) Freigabe für Nahverkehrstickets nur zwischen Dortmund und Dillenburg Stand: Fahrplanwechsel Dezember 2024 | 120 min, 240 min                            | DB Fernverkehr    |
| RB 91 | Ruhr-Sieg-Bahn: Hagen Hbf – Hohenlimburg – Iserlohn-Letmathe – Altena (Westf) – Werdohl – Plettenberg – Finnentrop – Lennestadt-Grevenbrück – Lennestadt-Meggen – Lennestadt-Altenhundem – Kirchhundem – Kirchhundem-Welschen Ennest – Kreuztal-Littfeld – Kreuztal-Eichen – Kreuztal – Siegen-Geisweid – Siegen-Weidenau – Siegen Hbf Stand: Fahrplanwechsel Dezember 2023    | 60 min (werktags) 120 min (sonn-/feiertags) | VIAS              |
| RB 92 | Biggesee-Express: Finnentrop – Heggen – Attendorn – Kraghammer – Listerscheid – Attendorn-Hohen Hagen – Sondern – Eichhagen – Olpe Stand: Fahrplanwechsel Dezember 2021 | 60 min                                      | HLB Hessenbahn    |

Vom Zentralen Omnibusbahnhof verkehren mehrere Regionalbuslinien.

## Sonstiges
2008 veröffentlichte Christian Linder das Buch Der Bahnhof von Finnentrop über Carl Schmitt, der seine Besucher dort „nach durchdiskutierter Nacht“ am anderen Mittag verabschiedete.